# Майкл Сміт (гравець у дартс)
Майкл Сміт (англ. Michael Smith, нар. 18 вересня 1990) — англійський професiйний гравець у дартс, чемпiон свiту з дартсу PDC 2023 року.

## Кар'єра
У 2013 році Сміт став чемпіоном світу PDC серед юнаків.
Через 10 років (2023) на своєму 12-му чемпіонаті світу PDC серед дорослих Майкл Сміт здобув титул чемпіона світу. У фіналі змагань, які він розпочав як номер 4 рейтингу PDC Order of Merit, Сміт з рахунком 7-4 переміг Майкла ван Гервен. Вигравши свій перший чемпіонат світу PDC, він вперше у кар'єрi отримав номер 1 рейтингу PDC Order of Merit. Сміт став першим гравцем у дартс, який став чемпіоном світу PDC серед юнаків, і чемпіоном світу PDC серед дорослих.
У 2020 році в парі з Робом Кросс представляв Англію у фіналі Кубка світу з дартсу PDC серед збірних команд.